# Bulbophyllum bracteolatum
Bulbophyllum bracteolatum es una especie de orquídea epifita  originaria de  	 Sudamérica.

## Descripción
Es una orquídea de pequeño tamaño, con hábitos epifita con pseudobulbos profundamente surcados, por poco ovoide-cónicos, fuertemente tetragonos,  ligeramente oblicuos envuelto basalmente por algunas vainas y que llevan 2 hojas, apicales, rígidas, muy coriáceas, patentes, ligeramente recurvadas en el medio apical, ligeramente cóncava para sub-plana, estrechamente oblongas, obtusas que se estrecha gradualmente abajo en el corto peciolo. Florece en una inflorescencia cilíndrica para convertirse en hinchada hacia el ápice, erecta y luego arqueada de 30 cm  de largo, con   muchas flores que están envueltas abajo por brácteas submembranosas, distantes, obtusas, tubulares.

## Distribución y hábitat
Se encuentra en Guayana Francesa, Surinam, Venezuela, Bolivia y Brasil en las elevaciones alrededor de 600 metros.  

## Taxonomía
Bulbophyllum bracteolatum fue descrita por John Lindley   y publicado en Edwards's Botanical Register 24: 57. 1838.
Etimología
Bulbophyllum: nombre genérico que se refiere a la forma de las hojas que es bulbosa.
bracteolatum: epíteto latino que significa "con bracteolas".
Sinonimia
- Bolbophyllaria bracteolata (Lindl.) Rchb.f.
- Bolbophyllaria sordida Rchb.f.
- Phyllorchis bracteolata (Lindl.) Kuntze
- Phyllorkis bracteolata (Lindl.) Kuntze
- Pleurothallis pachyrhyncha A.Rich. ex Benth.[4][5]